# Tabanus sierensis
Tabanus sierensis är en tvåvingeart som beskrevs av Burger, Bermudez och Bermudez 1987. Tabanus sierensis ingår i släktet Tabanus och familjen bromsar. Inga underarter finns listade i Catalogue of Life.